# Pitstop II
Pitstop II è un videogioco di guida pubblicato nel 1984 per home computer dalla Epyx, seguito di Pitstop. È inoltre disponibile per Virtual Console in Europa e negli Stati Uniti d'America, rispettivamente dall'8 agosto 2008 e dal 23 febbraio 2009.
Il gioco prevede una modalità multigiocatore con split-screen e la possibilità di controllare al box i meccanici addetti alla sostituzione delle gomme e del rifornimento.
Per Commodore 64 ottenne buone recensioni dalla critica, anche in occasione della ripubblicazione a distanza di cinque anni dall'uscita.

## Modalità di gioco
Il funzionamento generale del gioco è sostanzialmente identico a quello del primo Pitstop, con grafica migliorata.
La principale novità è l'introduzione di una vera modalità multigiocatore, con la possibilità per due giocatori di gareggiare contemporaneamente, con lo schermo diviso orizzontalmente. Anche in giocatore singolo lo schermo ha comunque questa conformazione, e nel riquadro in basso viene mostrata un'auto controllata dal computer.
Oltre ai due contendenti principali, altre 8 vetture controllate dal computer prendono effettivamente parte alla gara, con velocità massime più basse ma senza soste ai box.
Viene aggiunta inoltre la possibilità di aumentare la velocità attivando il turbo, ma con un consumo ancora maggiore di carburante.
Il numero di tecnici controllabili al pit stop è ridotto a due, l'addetto al carburante e l'addetto a tutte le gomme. Anche questa fase avviene a schermo diviso, l'altro giocatore nel frattempo continua la gara.

## Circuiti
Pitstop II presenta 6 circuiti, che somigliano effettivamente nella forma a quelli reali:
- Brands Hatch
- Hockenheimring
- Rouen-Les-Essarts
- Sebring
- Vallelunga
- Glen International

Su ogni pista è possibile affettuare 3, 6 o 9 giri, a tre livelli di difficoltà complessiva. Le seguenti immagini sono i circuiti reali, solo indicative di come sono rappresentati nel gioco.

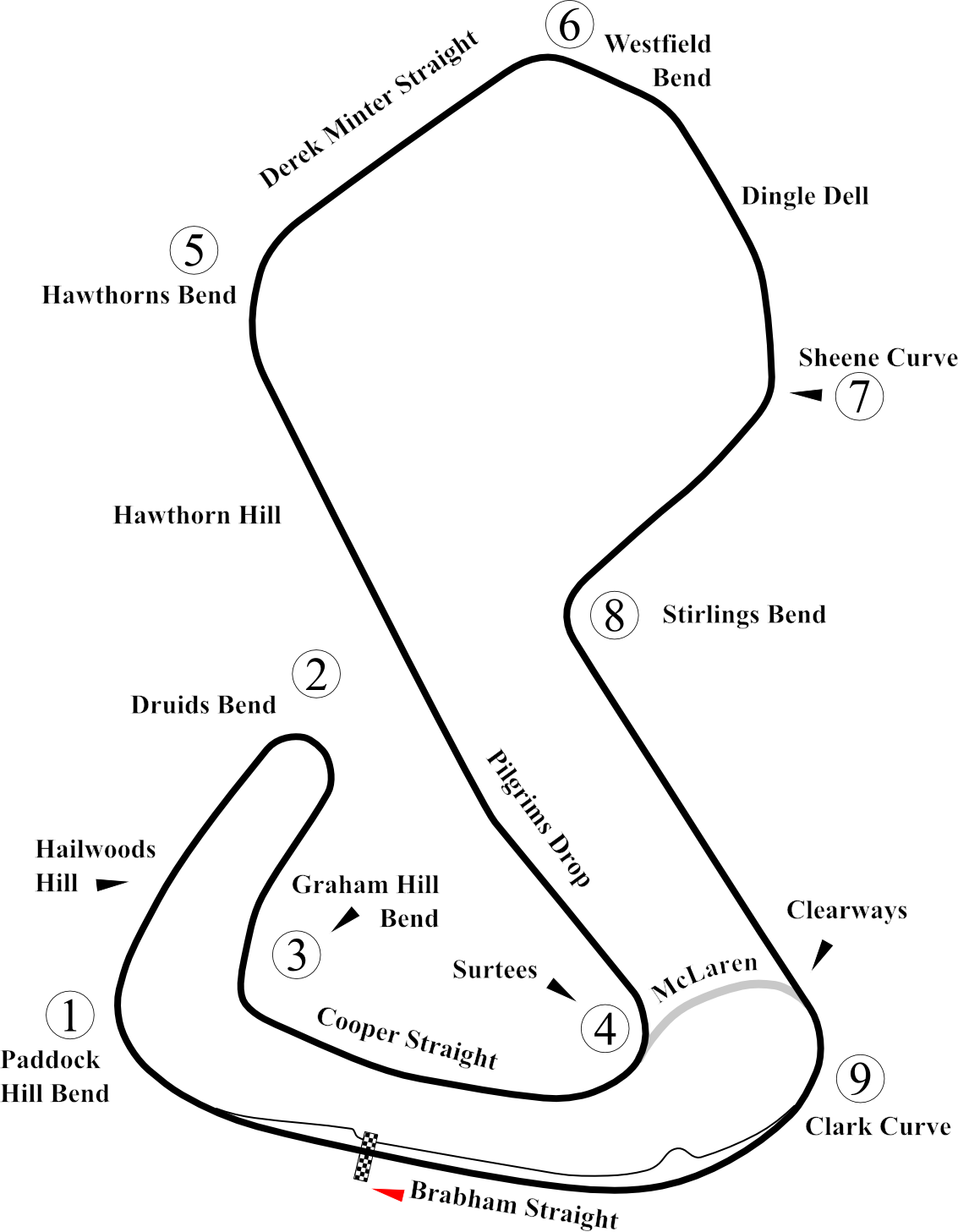
Brands Hatch
Hockenheimring
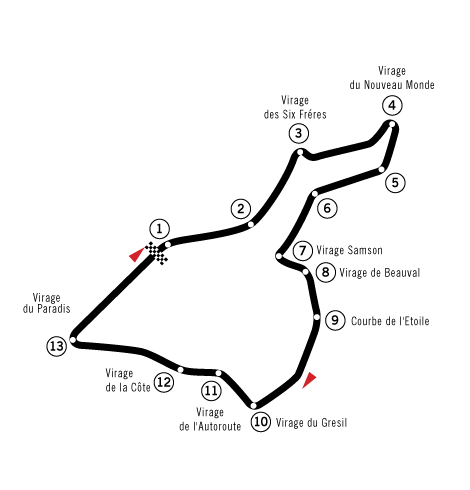
Rouen-Les-Essarts
Sebring
Vallelunga
Glen International